# Goncourtpriset
Goncourtpriset (franska: Prix Goncourt) är det mest prestigefyllda priset inom litteratur i Frankrike, och delas ut till de främsta franska prosaarbetena. Det instiftades 1903 och fick sitt namn efter författarbröderna Goncourt, Edmond (1822–1896) och Jules Huot de Goncourt (1830–1870).
Priset delas ut av en tio ledamöter stark akademi, skapad som motvikt till Franska akademien (franska: Académie française). Prissumman ligger på den symboliska nivån 10 euro, men å andra sidan innebär priset nästan alltid att boken säljs i massupplaga. Priset delas ut i början av november varje år och finns även för poesi, Prix Goncourt de la poésie. 
Det primära syftet var, enligt Edmond de Goncourts testamente från 1896, att belöna en relativt ung romanförfattare med särskild hänsyn till kriterier som stilkvalitet, originalitet och nydanande försök i fråga om tankeinnehåll.
I sin tur instiftades 1904 Prix Femina som motvikt till Goncourtpriset.

## Goncourtakademin
Goncourtakademin, på franska Académie Goncourt eller Société littéraire des Goncourt, grundlades genom Edmond de Goncourts testamente från 1896 och skall enligt detta bestå av tio medlemmar, var och en med viss årlig lön för uppdraget (enligt testamentet 6 000 francs), och årligen dela ut ett pris (enligt testamentet 5 000 francs) till det främsta franska prosaverket. Avlägsna släktingar överklagade testamentet, vilket orsakade uppskov ända till 1903, då akademien kom till stånd, sedan de klagande tillfredsställts med livräntor och lagt ner sina överklaganden. Av de tio medlemmarna, som inte får tillhöra Franska akademien, utsåg stiftaren själv åtta: Alphonse Daudet, Gustave Geffroy, Léon Hennique, Joris-Karl Huysmans, Paul Margueritte, Octave Mirbeau och bröderna Rosny. Dessa invalde Lucien Descaves och Élémir Bourges samt, i stället för Daudet, som dött 1897, hans son Léon Daudet. Medlemmarna i akademin bör ha en litteraturuppfattning som står nära instiftarnas, det vill säga helst ansluta sig till den realistiska franska romantraditionen med en klassiskt stram berättarkonst, begriplig för en bred publik. Symbolism, surrealism och "den nya romanen" har kategoriskt avvisats.

## Pristagare
- 1903 – John Antoine Nau, Force ennemie
- 1904 – Léon Frapié, La Maternelle
- 1905 – Claude Farrère, Les Civilisés
- 1906 – Jérôme och Jean Tharaud, Dingley, l'illustre écrivain
- 1907 – Émile Moselly, Le Rouet d'ivoire
- 1908 – Francis de Miomandre, Écrit sur de l'eau...
- 1909 – Marius-Ary Leblond, En France
- 1910 – Louis Pergaud, De Goupil à Margot
- 1911 – Alphonse de Chateaubriant, Monsieur des Lourdines
- 1912 – André Savignon, Les Filles de la pluie
- 1913 – Marc Elder, Le peuple de la mer
- 1914 – Adrien Bertrand, l'Appel du Sol
- 1915 – René Benjamin, Gaspard
- 1916 – Henri Barbusse, le Feu
- 1917 – Henri Malherbe, La Flamme au poing
- 1918 – Georges Duhamel, Civilisation
- 1919 – Marcel Proust, I skuggan av unga flickor i blom (À l'ombre des jeunes filles en fleur) (andra delen i På spaning efter den tid som flytt (À la recherche du temps perdu))
- 1920 – Ernest Pérochon, Nêne
- 1921 – René Maran, Batouala
- 1922 – Henri Béraud, Le vitriol de la lune och Le martyre de l'obèse
- 1923 – Lucien Fabre, Rabevel ou Le mal des ardents
- 1924 – Thierry Sandre, Le Chèvrefeuille, le Purgatoire, le Chapitre XIII
- 1925 – Maurice Genevoix, Raboliot
- 1926 – Henri Deberly, Le supplice de Phèdre
- 1927 – Maurice Bedel, Jérôme 60° latitude nord
- 1928 – Maurice Constantin Weyer, Un Homme se penche sur son passé
- 1929 – Marcel Arland, L'Ordre
- 1930 – Henri Fauconnier, Malaisie
- 1931 – Jean Fayard, Mal d'amour
- 1932 – Guy Mazeline, Les Loups
- 1933 – André Malraux, La Condition humaine
- 1934 – Roger Vercel, Capitaine Conan
- 1935 – Joseph Peyre, Sang et Lumières
- 1936 – Maxence Van Der Meersch, L'Empreinte de Dieu
- 1937 – Charles Plisnier, Faux Passeports
- 1938 – Henri Troyat, L'Araignée
- 1939 – Philippe Hériat, Les enfants gâtés
- 1940 – Francis Ambrière, Les grandes vacances
- 1941 – Henri Pourrat, Le vent de mars
- 1942 – Bernard Marc, Pareil à des enfants
- 1943 – Marius Grout, Passage de l'Homme
- 1944 – Elsa Triolet, Le premier accroc coûte 200 Francs
- 1945 – Jean-Louis Bory, Mon village à l'heure allemande
- 1946 – Jean-Jacques Gautier, Histoire d'un Fait divers
- 1947 – Jean-Louis Curtis, Les Forêts de la Nuit
- 1948 – Maurice Druon, Fint folk (Les grandes familles)
- 1949 – Robert Merle, Week-end à Zuydcoote
- 1950 – Paul Colin, Les jeux sauvages
- 1951 – Julien Gracq, Vid Syrterns stränder (Le Rivage des Syrtes) (avstod priset)
- 1952 – Béatrix Beck, Léon Morin, Prêtre
- 1953 – Pierre Gascar, Les Bêtes
- 1954 – Simone de Beauvoir, Mandarinerna (Les Mandarins)
- 1955 – Roger Ikor, Les eaux mêlées
- 1956 – Romain Gary, Himlens rötter (Les racines du ciel)
- 1957 – Roger Vailland, La Loi
- 1958 – Francis Walder, Saint Germain ou la Négociation
- 1959 – André Schwarz-Bart, Le dernier des Justes
- 1960 – Vintilă Horia, Dieu est né en exil
- 1961 – Jean Cau, La pitié de Dieu
- 1962 – Anna Langfus, Les bagages de sable
- 1963 – Armand Lanoux, Quand la mer se retire
- 1964 – Georges Conchon, L'Etat sauvage
- 1965 – J. Borel, L'Adoration
- 1966 – Edmonde Charles-Roux, Oublier Palerme
- 1967 – André Pieyre de Mandiargues, La Marge
- 1968 – Bernard Clavel, Les fruits de l'hiver
- 1969 – Félicien Marceau, Creezy
- 1970 – Michel Tournier , Älvakungen (Le Roi des Aulnes)
- 1971 – Jacques Laurent, Les Bêtises
- 1972 – Jean Carrière, L'Epervier de Maheux
- 1973 – Jacques Chessex, L'Ogre
- 1974 – Pascal Lainé, La Dentellière
- 1975 – Émile Ajar (Romain Gary), Med livet framför sig (La vie devant soi)
- 1976 – Patrick Grainville, Les Flamboyants
- 1977 – Didier Decoin, John l'enfer
- 1978 – Patrick Modiano, De dunkla butikernas gata (Rue des boutiques obscures)
- 1979 – Antonine Maillet, Pélagie la Charette
- 1980 – Yves Navarre, Le Jardin d'acclimatation
- 1981 – Lucien Bodard, Anne Marie
- 1982 – Dominique Fernandez, Dans la main de l'Ange
- 1983 – Frédérick Tristan, Les égarés
- 1984 – Marguerite Duras, Älskaren (L'Amant)
- 1985 – Yann Queffelec, Les Noces barbares
- 1986 – Michel Host, Valet de nuit
- 1987 – Tahar Ben Jelloun, Den tjugosjunde natten (La Nuit sacrée)
- 1988 – Erik Orsenna, L'Exposition coloniale
- 1989 – Jean Vautrin, Un grand pas vers le Bon Dieu
- 1990 – Jean Rouaud, Ärans fält (Les Champs d'honneur)
- 1991 – Pierre Combescot, Les Filles du Calvaire
- 1992 – Patrick Chamoiseau, Texaco
- 1993 – Amin Maalouf, Le Rocher de Tanios
- 1994 – Didier Van Cauwelaert, Enkel biljett (Un Aller simple)
- 1995 – Andreï Makine, Det franska testamentet (Le Testament français)
- 1996 – Pascale Roze, Le Chasseur Zéro
- 1997 – Patrick Rambaud, La Bataille
- 1998 – Paule Constant, Confidence pour confidence
- 1999 – Jean Echenoz, Jag går (Je m'en vais)
- 2000 – Jean-Jacques Schuhl, Ingrid Caven
- 2001 – Jean-Christophe Rufin, Rouge Brésil
- 2002 – Pascal Quignard, Les Ombres errantes
- 2003 – Jacques-Pierre Amette, La maîtresse de Brecht
- 2004 – Laurent Gaudé, Familjen Scorta (Le Soleil des Scorta)
- 2005 – François Weyergans, Trois jours chez ma mère
- 2006 – Jonathan Littell, De välvilliga (Les Bienveillantes)
- 2007 – Gilles Leroy, Alabama song
- 2008 – Atiq Rahimi, Tålamodets sten (Syngué Sabour)
- 2009 – Marie Ndiaye, Tre starka kvinnor (Trois femmes puissantes)
- 2010 – Michel Houellebecq, Kartan och landskapet (La carte et le territoire)
- 2011 – Alexis Jenni, L'art francais de la guerre
- 2012 – Jérôme Ferrari, Le Sermon sur la chute de Rome
- 2013 – Pierre Lemaitre, Au revoir là-haut
- 2014 – Lydie Salvayre, Pas pleurer
- 2015 – Mathias Énard, Boussole
- 2016 –  Leïla Slimani, Vaggvisa (Chanson douce)
- 2017 –  Éric Vuillard, Dagordningen (L'Ordre du jour)
- 2018 –  Nicolas Mathieu, Leurs enfants après eux
- 2019 –  Jean-Paul Dubois, Tous les hommes n'habitent pas le monde de la même façon
- 2020 –  Hervé Le Tellier, Anomalin (L’Anomalie)[3]
- 2021 –  Mohamed Mbougar Sarr, Fördolt är minnet av människan (La plus secrète mémoire des hommes)[4]
- 2022 – Brigitte Giraud, Vivre vite[5]
- 2023 – Jean-Baptiste Andrea, Veiller sur elle[6]
- 2024 – Kamel Daoud, Houris[7]